# 多工即時執行系統
多工即時執行系統（Versatile Real-Time Executive，縮寫為），一種即時作業系統，目前由Mentor Graphics公司所擁有與發展。它可以在嵌入式系統或系統單晶片（SoC）架構中運行，在哈伯太空望遠鏡中也運用了這個作業系統來執行任務。

## 歷史
1980年，詹姆士·雷迪與科林·杭特（Colin Hunter）創辦了杭特與雷迪公司（Hunter & Ready），開始發展這個系統。1986年，杭特與雷迪公司（Hunter & Ready）改名為雷迪系統（Ready System），1993年被Microtec Research 併購，並於1994年公開上市。
1995年，明導國際公司（Mentor Graphics）併購了雷迪系統，因此這個作業系統目前屬於明導國際公司所擁有。